# ナズラン
座標: 北緯43度13分 東経44度46分 / 北緯43.217度 東経44.767度
ナズラン（ナズラーニィ、ロシア語: Назра́нь, ラテン文字表記の例: Nazran, イングーシ語: ナイサラ、На́на-На́ьсаре, Наьсаре）はロシア連邦の北カフカーズにあるイングーシ共和国の都市。人口は12万2350人（2021年）。イングーシ最大の都市であり、イングーシ人やロシア人のほか、多くのチェチェン人難民が住む。1992年から2002年まではイングーシ共和国の首都であったが、新首都マガスが南方6キロメートルほどの場所に建設されたため現在は首都ではなくなっている。
ナズランはテレク川の支流スンジャ川（Sunzha）に面している。イングーシを横断する連邦高速道路M29号線、およびロストフ・ナ・ドヌとバクーを結ぶ鉄道が通り、すぐ西には北オセチア共和国との境界線が走る。

## 歴史

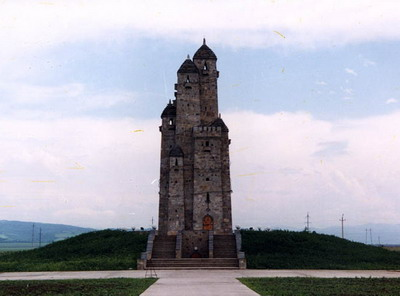
ナズランに建つ「政治的抑圧の犠牲者の記念碑」

ナズランは18世紀には存在した。もとはカフカーズ地方の典型的な山間の集落で、地名の由来は最初にこの地に住んだニヤサールという人物にちなむとされている。1817年には要塞が作られ、以後多数のイングーシ人が移住してきた。1944年から1957年の間、イングーシ人が中央アジアなどへ強制移住されると、ナズランは北オセチア自治共和国に編入され、オセチア人の詩人コスタ・ヘタグロフ（Kosta Khetagurov, Коста́ Хетагу́ров）にちなんでコスタ＝ヘタグロヴォと改名された。その後チェチェン＝イングーシ自治共和国は再建され、1967年にはナズランは市の地位を得ることとなった。
ソビエト連邦の時期、ナズランはチェチェン＝イングーシ自治共和国の一部だったが、1991年にイングーシがチェチェン共和国から分離すると、イングーシ共和国内のマルゴベク・カラブラク・ナズランの三市のうち規模の大きいナズランが首都になった。首都になったこととチェチェン人難民の流入によりナズランの人口は激増し、1989年ソ連国勢調査では18,246人だった人口が2002年国勢調査では125,056人になっている。
ナズランは2002年に首都ではなくなったが、現在もナズラノフスキー地区の中心地となっており、イングーシ共和国の直轄市である。
イングーシやチェチェンの独立運動による内戦や、内戦後のテロなどでナズランも影響を受けた。2004年にはシャミル・バサエフ率いるチェチェン人とイングーシ人の部隊がナズランの政府関係建物や幹線道路・鉄道沿いの集落へ大規模な夜間攻撃を行い、イングーシ内務省の治安部隊や一般市民に多数の犠牲者を出した。2008年1月には共和国大統領ムラト・ジャジコフの支配や、政府の部隊や民兵らによる誘拐・逮捕・殺人などの横行に対する大規模な抗議運動が起こっている。2009年8月にはナズランの警察署への自爆攻撃も起き多くの犠牲者が出た。

## 産業
ナズランには大きなコンクリート工場や合金工場があるが、農業が主産業であるイングーシの経済の中に占める割合は小さい。